# Stenocrates hardyi
Stenocrates hardyi är en skalbaggsart som beskrevs av Roger Paul Dechambre 1985. Stenocrates hardyi ingår i släktet Stenocrates och familjen Dynastidae. Inga underarter finns listade i Catalogue of Life.